# Alex Canziani
Alex Canziani Silveira (Londrina, 11 de junho de 1964) é bacharel em Direito, Especialista em Gestão de Pessoas  e político brasileiro, atualmente no PSD.

## Biografia
Formou-se em direito pela Universidade Estadual de Londrina em 1990.
Antes de eleger-se deputado, foi vereador em Londrina por duas legislaturas, de 1989 a 1992 e de 1993 a 1996, tendo sido presidente da Câmara de Vereadores da cidade em 1993. Foi eleito vice-prefeito da cidade, em 1996, na chapa de Antonio Casemiro Belinati. Em 1999 ocupou o cargo de Secretário estadual de Emprego e Relações do Trabalho do Paraná, no governo de Jaime Lerner.
Em 1998, é eleito pela primeira vez ao cargo de deputado federal, com 74.876 votos, pelo PTB.  Em 2002 reelegeu-se, agora pelo PSDB, com 76.195 votos.
Tentou a prefeitura de Londrina em 2004, mas foi derrotado ainda no primeiro turno, com apenas 5.081 votos (1,90% dos votos válidos), ocupando a sexta colocação no pleito.
Foi reeleito deputado federal, em 2006, com 111.472 votos. Novamente eleito para a Câmara dos Deputados, com 149.693 votos, foi o quarto mais votado do estado em 2010.
Lançou o livro "Rota do Conhecimento", em dezembro de 2013, onde narra as conquistas obtidas por ele na área da educação brasileira e paranaense. 
Foi reeleito deputado federal em 2014, para a 55.ª legislatura (2015-2019).
Foi indiciado por crime contra a administração pública, peculato, mas foi inocentado pela Justiça e o caso foi arquivado.
Em 2015, foi eleito 4º Secretário da Mesa Direto da Câmara dos Deputados, para o biênio 2015 - 2016. Em 17 de abril de 2016, Canziani votou pela abertura do processo de impeachment de Dilma Rousseff. Já durante o Governo Michel Temer, votou a favor da PEC do Teto dos Gastos Públicos. Em abril de 2017 foi favorável à Reforma Trabalhista. Em agosto de 2017 votou contra o processo em que se pedia abertura de investigação do presidente Michel Temer, ajudando a arquivar a denúncia do Ministério Público Federal.
Em agosto de 2017 votou pelo arquivamento da denúncia de corrupção passiva do presidente Michel Temer.
Consagrou-se como o "pai" da Universidade Tecnológica Federal do Paraná lançando os livros "Do Sonho à Realidade: os 10 Anos do Câmpus Apucarana da UTFPR", e o livro "Do Sonho à Realidade: os 10 Anos do Câmpus de Londrina da UTFPR", em setembro de 2017
Disputou uma das duas vagas ao Senado nas eleições de 2018. Terminou em quarto lugar, com 1.304.719 votos, totalizando 12,87%, atrás de Oriovisto Guimarães (PODE), Flávio Arns (REDE), estes eleitos, e Roberto Requião (MDB).
Em 2021, assumiu a Secretaria de Governo da Prefeitura de Londrina, no governo Marcelo Belinati.
Deixou o PTB em 2021, após quase 30 anos, se contrapondo ao "radicalismo absurdo" da executiva nacional, sob o comando de Roberto Jefferson, que estaria descaracterizando a história construída pelo partido.
Ingressou no PSD em novembro de 2021 e assume a presidência do partido em Londrina.